# Darwin Echeverry
Darwin Andrés Echeverry Angulo (nacido el 2 de enero de 1996 en Cali) es un esprínter español especializando en los 400 metros. Representó a España en el relevo 4 × 400 metros del Campeonato Mundial de Atletismo de 2017, donde consiguió un nuevo récord nacional de 3:00.65, acabando quintos en la final.
Sus mejores marcas personales en los 400 metros son 46.23 al aire libre (Getafe 2018) y 46.61 bajo techo (Salamanca 2017).

## Biografía
Darwin Echeverry nació en Cali el 2 de enero de 1996. Con 12 años se trasladó a vivir a Fuerteventura junto a su madre. En principio se interesó por el fútbol y se trasladó a Madrid en busca de una carrera como futbolista, pero acabó abandonando el fútbol y regresó a Fuerteventura. Allí empezó a practicar el atletismo en un torneo de institutos y solo tres meses después ya ganó el Campeonato de España juvenil en la prueba de 400 metros, consiguiendo también la mínima para el mundial juvenil de 2013.
En 2015, ya en edad júnior, consigue una marca de 47.13 que lo sitúa entre los mejores especialistas españoles y le da acceso al campeonato de Europa júnior, donde consigue la sexta posición.
En 2017 participa por primera vez en un Campeonato Mundial absoluto, como integrante del 4 x 400 español que consigue la quinta plaza en la final con un récord de España (3:00.65) que continúa vigente a 2019.
En 2018 consigue sus primeras medallas internacionales con el 4 x 400 español; primero la plata en los Juegos Mediterráneos y después el bronce en el Campeonato de Europa, donde, pese a correr solamente en la semifinal, recibió la medalla con el resto del equipo.

## Competiciones internacionales
| Representando a España \| Año \| Competición \| Sede \| Puesto \| Prueba \| Marca \| \| ---- \| ------------------------------ \| ---------- \| ------------- \| --------------------------- \| ------------ \| \| 2013 \| Campeonato Mundial sub-18 \| Donetsk \| 47.º (series) \| 400 m \| 49.54 \| \| 2013 \| Campeonato Mundial sub-18 \| Donetsk \| 12º (series) \| Relevo sueco \| 1:55.61 \| \| 2015 \| Campeonato Europeo sub-20 \| Eskilstuna \| 6º \| 400 m \| 47.47 \| \| 2017 \| Campeonato Europeo sub-23 \| Bydgoszcz \| 8º \| 400 m \| 46.92 \| \| 2017 \| Campeonato del Mundo \| Londres \| 5º \| Relevo 4 × 400 m \| 3:00.65 \| \| 2018 \| Juegos Mediterráneos \| Tarragona \| 8º \| 400 m \| 46.89 \| \| 2018 \| Juegos Mediterráneos \| Tarragona \| 2º \| Relevo 4 × 400 m \| 3:04.71 \| \| 2018 \| Campeonato Europeo \| Berlín \| 3º \| Relevo 4 × 400 m \| 3:04.62[n 1] \| \| 2019 \| Campeonato Europeo por Equipos \| Bydgoszcz \| 4º \| Relevo 4 × 400 m \| 3:04.52 \| \| 2019 \| Campeonato Europeo por Equipos \| Bydgoszcz \| 2º \| Relevo mixto 4 × 400 m[n 2] \| 3:20.47 \| \| 2019 \| Campeonato del Mundo \| Doha \| 13º (series) \| Relevo 4 × 400 m \| 3:04.27 \| | Representando a España \| Año \| Competición \| Sede \| Puesto \| Prueba \| Marca \| \| ---- \| ------------------------------ \| ---------- \| ------------- \| --------------------------- \| ------------ \| \| 2013 \| Campeonato Mundial sub-18 \| Donetsk \| 47.º (series) \| 400 m \| 49.54 \| \| 2013 \| Campeonato Mundial sub-18 \| Donetsk \| 12º (series) \| Relevo sueco \| 1:55.61 \| \| 2015 \| Campeonato Europeo sub-20 \| Eskilstuna \| 6º \| 400 m \| 47.47 \| \| 2017 \| Campeonato Europeo sub-23 \| Bydgoszcz \| 8º \| 400 m \| 46.92 \| \| 2017 \| Campeonato del Mundo \| Londres \| 5º \| Relevo 4 × 400 m \| 3:00.65 \| \| 2018 \| Juegos Mediterráneos \| Tarragona \| 8º \| 400 m \| 46.89 \| \| 2018 \| Juegos Mediterráneos \| Tarragona \| 2º \| Relevo 4 × 400 m \| 3:04.71 \| \| 2018 \| Campeonato Europeo \| Berlín \| 3º \| Relevo 4 × 400 m \| 3:04.62[n 1] \| \| 2019 \| Campeonato Europeo por Equipos \| Bydgoszcz \| 4º \| Relevo 4 × 400 m \| 3:04.52 \| \| 2019 \| Campeonato Europeo por Equipos \| Bydgoszcz \| 2º \| Relevo mixto 4 × 400 m[n 2] \| 3:20.47 \| \| 2019 \| Campeonato del Mundo \| Doha \| 13º (series) \| Relevo 4 × 400 m \| 3:04.27 \| | Representando a España \| Año \| Competición \| Sede \| Puesto \| Prueba \| Marca \| \| ---- \| ------------------------------ \| ---------- \| ------------- \| --------------------------- \| ------------ \| \| 2013 \| Campeonato Mundial sub-18 \| Donetsk \| 47.º (series) \| 400 m \| 49.54 \| \| 2013 \| Campeonato Mundial sub-18 \| Donetsk \| 12º (series) \| Relevo sueco \| 1:55.61 \| \| 2015 \| Campeonato Europeo sub-20 \| Eskilstuna \| 6º \| 400 m \| 47.47 \| \| 2017 \| Campeonato Europeo sub-23 \| Bydgoszcz \| 8º \| 400 m \| 46.92 \| \| 2017 \| Campeonato del Mundo \| Londres \| 5º \| Relevo 4 × 400 m \| 3:00.65 \| \| 2018 \| Juegos Mediterráneos \| Tarragona \| 8º \| 400 m \| 46.89 \| \| 2018 \| Juegos Mediterráneos \| Tarragona \| 2º \| Relevo 4 × 400 m \| 3:04.71 \| \| 2018 \| Campeonato Europeo \| Berlín \| 3º \| Relevo 4 × 400 m \| 3:04.62[n 1] \| \| 2019 \| Campeonato Europeo por Equipos \| Bydgoszcz \| 4º \| Relevo 4 × 400 m \| 3:04.52 \| \| 2019 \| Campeonato Europeo por Equipos \| Bydgoszcz \| 2º \| Relevo mixto 4 × 400 m[n 2] \| 3:20.47 \| \| 2019 \| Campeonato del Mundo \| Doha \| 13º (series) \| Relevo 4 × 400 m \| 3:04.27 \| | Representando a España \| Año \| Competición \| Sede \| Puesto \| Prueba \| Marca \| \| ---- \| ------------------------------ \| ---------- \| ------------- \| --------------------------- \| ------------ \| \| 2013 \| Campeonato Mundial sub-18 \| Donetsk \| 47.º (series) \| 400 m \| 49.54 \| \| 2013 \| Campeonato Mundial sub-18 \| Donetsk \| 12º (series) \| Relevo sueco \| 1:55.61 \| \| 2015 \| Campeonato Europeo sub-20 \| Eskilstuna \| 6º \| 400 m \| 47.47 \| \| 2017 \| Campeonato Europeo sub-23 \| Bydgoszcz \| 8º \| 400 m \| 46.92 \| \| 2017 \| Campeonato del Mundo \| Londres \| 5º \| Relevo 4 × 400 m \| 3:00.65 \| \| 2018 \| Juegos Mediterráneos \| Tarragona \| 8º \| 400 m \| 46.89 \| \| 2018 \| Juegos Mediterráneos \| Tarragona \| 2º \| Relevo 4 × 400 m \| 3:04.71 \| \| 2018 \| Campeonato Europeo \| Berlín \| 3º \| Relevo 4 × 400 m \| 3:04.62[n 1] \| \| 2019 \| Campeonato Europeo por Equipos \| Bydgoszcz \| 4º \| Relevo 4 × 400 m \| 3:04.52 \| \| 2019 \| Campeonato Europeo por Equipos \| Bydgoszcz \| 2º \| Relevo mixto 4 × 400 m[n 2] \| 3:20.47 \| \| 2019 \| Campeonato del Mundo \| Doha \| 13º (series) \| Relevo 4 × 400 m \| 3:04.27 \| | Representando a España \| Año \| Competición \| Sede \| Puesto \| Prueba \| Marca \| \| ---- \| ------------------------------ \| ---------- \| ------------- \| --------------------------- \| ------------ \| \| 2013 \| Campeonato Mundial sub-18 \| Donetsk \| 47.º (series) \| 400 m \| 49.54 \| \| 2013 \| Campeonato Mundial sub-18 \| Donetsk \| 12º (series) \| Relevo sueco \| 1:55.61 \| \| 2015 \| Campeonato Europeo sub-20 \| Eskilstuna \| 6º \| 400 m \| 47.47 \| \| 2017 \| Campeonato Europeo sub-23 \| Bydgoszcz \| 8º \| 400 m \| 46.92 \| \| 2017 \| Campeonato del Mundo \| Londres \| 5º \| Relevo 4 × 400 m \| 3:00.65 \| \| 2018 \| Juegos Mediterráneos \| Tarragona \| 8º \| 400 m \| 46.89 \| \| 2018 \| Juegos Mediterráneos \| Tarragona \| 2º \| Relevo 4 × 400 m \| 3:04.71 \| \| 2018 \| Campeonato Europeo \| Berlín \| 3º \| Relevo 4 × 400 m \| 3:04.62[n 1] \| \| 2019 \| Campeonato Europeo por Equipos \| Bydgoszcz \| 4º \| Relevo 4 × 400 m \| 3:04.52 \| \| 2019 \| Campeonato Europeo por Equipos \| Bydgoszcz \| 2º \| Relevo mixto 4 × 400 m[n 2] \| 3:20.47 \| \| 2019 \| Campeonato del Mundo \| Doha \| 13º (series) \| Relevo 4 × 400 m \| 3:04.27 \| | Representando a España \| Año \| Competición \| Sede \| Puesto \| Prueba \| Marca \| \| ---- \| ------------------------------ \| ---------- \| ------------- \| --------------------------- \| ------------ \| \| 2013 \| Campeonato Mundial sub-18 \| Donetsk \| 47.º (series) \| 400 m \| 49.54 \| \| 2013 \| Campeonato Mundial sub-18 \| Donetsk \| 12º (series) \| Relevo sueco \| 1:55.61 \| \| 2015 \| Campeonato Europeo sub-20 \| Eskilstuna \| 6º \| 400 m \| 47.47 \| \| 2017 \| Campeonato Europeo sub-23 \| Bydgoszcz \| 8º \| 400 m \| 46.92 \| \| 2017 \| Campeonato del Mundo \| Londres \| 5º \| Relevo 4 × 400 m \| 3:00.65 \| \| 2018 \| Juegos Mediterráneos \| Tarragona \| 8º \| 400 m \| 46.89 \| \| 2018 \| Juegos Mediterráneos \| Tarragona \| 2º \| Relevo 4 × 400 m \| 3:04.71 \| \| 2018 \| Campeonato Europeo \| Berlín \| 3º \| Relevo 4 × 400 m \| 3:04.62[n 1] \| \| 2019 \| Campeonato Europeo por Equipos \| Bydgoszcz \| 4º \| Relevo 4 × 400 m \| 3:04.52 \| \| 2019 \| Campeonato Europeo por Equipos \| Bydgoszcz \| 2º \| Relevo mixto 4 × 400 m[n 2] \| 3:20.47 \| \| 2019 \| Campeonato del Mundo \| Doha \| 13º (series) \| Relevo 4 × 400 m \| 3:04.27 \| |
| Año | Competición | Sede | Puesto | Prueba | Marca |
| --- | --- | --- | --- | --- | --- |
| 2013 | Campeonato Mundial sub-18 | Donetsk | 47.º (series) | 400 m | 49.54 |
| 2013 | Campeonato Mundial sub-18 | Donetsk | 12º (series) | Relevo sueco | 1:55.61 |
| 2015 | Campeonato Europeo sub-20 | Eskilstuna | 6º | 400 m | 47.47 |
| 2017 | Campeonato Europeo sub-23 | Bydgoszcz | 8º | 400 m | 46.92 |
| 2017 | Campeonato del Mundo | Londres | 5º | Relevo 4 × 400 m | 3:00.65 |
| 2018 | Juegos Mediterráneos | Tarragona | 8º | 400 m | 46.89 |
| 2018 | Juegos Mediterráneos | Tarragona | 2º | Relevo 4 × 400 m | 3:04.71 |
| 2018 | Campeonato Europeo | Berlín | 3º | Relevo 4 × 400 m | 3:04.62 |
| 2019 | Campeonato Europeo por Equipos | Bydgoszcz | 4º | Relevo 4 × 400 m | 3:04.52 |
| 2019 | Campeonato Europeo por Equipos | Bydgoszcz | 2º | Relevo mixto 4 × 400 m | 3:20.47 |
| 2019 | Campeonato del Mundo | Doha | 13º (series) | Relevo 4 × 400 m | 3:04.27 |

1. ↑  No corrió en la final; el tiempo es de las series donde sí participó
2. ↑  Esta prueba no contaba para la clasificación por equipos